# Moloc

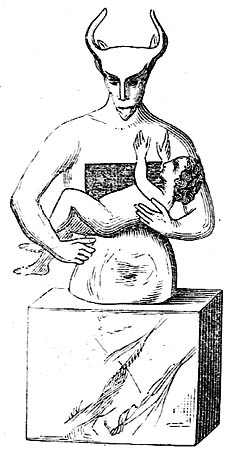
Representació de l'estàtua de Moloc.

Moloc és, dins la tradició bíblica, el nom d'un dels déus que adoraven diferents pobles de l'antiguitat, com els fenicis, cartaginesos, ammonites i els moabites i a qui lliuraven els seus primogènits en sacrifici, cremant-los en un braser. Se'l considerava símbol del foc que purifica i que alhora simbolitza l'esperit. També és associat a altres déus de l'antiguitat, com Baal (a vegades, fins i tot Baal Moloc) o Cronos.
Després dels descobriments recents a la ciutat de Cartago, el mot designaria més aviat el sacrifi en si mateix o molk, i no pas una divinitat que hauria estat creada per fer més comprensible l'expressió.

## Etimologia
Moloc (de l'hebreu מלך, o mlk) és el nom d'un déu al qual hom li oferia sacrificis humans, que surt reiterades vegades a la Bíblia. L'origen del nom és complex, atès que l'alfabet hebreu no té vocals. Així s'ha proposat que el nom era originalment Melek, és a dir 'rei', nom que els hebreus atorgaven sovint al seu únic i veritable déu. Posteriorment, l'haurien evolucionat a Molek prenent les vocals o i e del mot boixeth ('vergonya') per referir-se al déu pagà dels ammonites, del qual s'avergonyien. Tanmateix, hi ha coneixement d'un déu anomenat Maluk (o Malik) al nord de Mesopotàmia, a qui li eren oferts també sacrificis humans com a promeses.
En altres passatges de l'Antic Testament, es fa referència a Milcom (mlkm) com a déu dels ammonites, que amb la característica terminació om significaria simplement 'senyor-rei', terme amb el qual es designaven moltes de les divinitats locals dels cananeus. Se suggereix que la m final va anar desapareixent fins a arribar al nom hebreu de mlk.
L'any 1921, l'arqueòleg Otto Eissfeldt va descobrir una necròpolis a Cartago carregada de restes d'animals i de nens, usada del segle VIII aC fins a l'any 146 aC, amb les inscripcions mlk (o molk), que podrien ser interpretades com una mena de sacrifici humà amb foc i no pas com el nom d'un déu. La tesi d'Eissfeldt és recolzada per les inscripcions púniques i entra en contradicció amb ço que trobem als recontaments bíblics.

## Iconografia i sacrificis
A Moloc, se'l sol representar com una figura d'aspecte humà amb cap de marrà o de vedell, amb banyes prominents i assegut en un tron, normalment amb els braços estesos, on es col·locava l'animal o humà a sacrificar. L'estàtua, esculpida en bronze, era buida per dins, cosa que facilitava calar-hi foc i que es posés incandescent fins a agafar altes temperatures.
Al Tofet de Salambô era on els cartaginesos feien els sacrificis a Moloc; normalment, nens sans i preferentment els primogènits eren cremats com oferiment al déu, normalment lliurats per a aplacar la ira divina o a vegades per a obtenir favors, sobretot en les guerres. Les cendres i altres restes sense cremar del tot, es dipositaven en urnes, juntament amb joies, collarets de perles i sobretot amulets i es tapaven amb plats de terrissa o d'argila. Durant l'holocaust, les víctimes, possiblement narcotitzades, eren immobilitzades i embolcallades en teles subjectades amb agulles mentre els sacerdots feien sonar tambors, timbals, flautes i trompetes, molt possiblement per no sentir els crits. En el setge d'Agàtocles a Cartago, els cartaginesos van arribar a immolar prop de dos-cents dels seus fills. S'estimen però, en més de 20.000, les urnes de nens sacrificats al Tofet de Cartago, segons aquest ritual.
Plutarc relata en De Superstitiones, 171:
Abans que l'estàtua fos omplerta, s'inundava la zona amb un so fort de flautes i tambors, de manera que els crits i plors no arribaven a oïdes de la multitud.
Diodor de Sicília (20.14) va escriure:
Hi havia a la ciutat una imatge de bronze de Cronos amb les mans esteses, els palmells cap amunt i cada nen que hi era col·locat damunt era pujat i queia per la boca oberta dins el foc.
La llei mosaica prohibia la immolació dels fills al Moloc i condemnava a mort qui transgredia aquesta llei. Tanmateix, el poble d'Israel li continuava de retre culte i sacrificar fills. Els mateixos reis de Judà, Acaz i Manassès, van cremar els seus fills al Tofet de la vall de Benhinnom (o Gehenna), al sud de Jerusalem, i Josies fou el que finalment destruí el lloc perquè mai més se li tornés a retre culte.

## Zoologia
Tot l'oest d'Austràlia és habitat per un rèptil, esgarrifós però inofensiu, conegut, en la taxonomia herpetològica, com a Moloch horridus. És una mena de llangardaix d'uns 20 cm de llargària, amb el cos cobert de grans punxes que el fan gairebé inatacable i mitjançant de les quals té la insòlita propietat d'absorbir l'aigua dels bassals i fangars. A causa del seu aspecte i pel fet d'habitar una gran regió sense competidors seriosos, compreses les persones, no es troba en perill d'extinció.